# Rui Correia Lopes
Ruy Corrêa Lopes (São José do Rio Preto, 2 de abril de 1923 - ?, 14 de julho de 1995) foi um advogado, professor de direito e político brasileiro. 

## Biografia
Era filho de Joaquim Domingos Lopes, empresário e Rosália Corrêa Rosa Lopes, ambos portugueses. Realizou em Portugal os estudos primário e secundário, na Casa Pia e no Liceu D. João de Castro em Lisboa, onde também concluiu os estudos preparatórios para a Universidade (Medicina). Não iniciou o curso de medicina, pois retornou ao Brasil aos 19 anos.
Sua volta ao Brasil aconteceu na última viagem do navio "Bagé" que trazia brasileiros da Europa repatriados pelo governo do Brasil ante a iminência da entrada do país da Segunda Guerra Mundial. O "Bagé" foi afundado na costa brasileira logo em seguida a esta viagem. Precisando ganhar a vida em São Paulo e no norte do Paraná, onde se estabeleceu algum tempo depois, desenvolveu diversas atividade ligadas a corretagem de seguros, armazenamento e comércio de café, tendo sido também pequeno empresário em Londrina e Apucarana. 
Embora impedido de realizar estudos regulares, pela inexistência na época de escolas superiores na região, nunca se afastou dos livros, desenvolvendo intensa atividade intelectual como autodidata. Mais tarde associado a seus cunhados, constituiu uma fazenda de café em Santa Cruz do Monte Castelo, na época pioneira da colonização da região do norte novíssimo (início da década de 50). E, 1947, casou-se com Armanda de Mattos Sabino, professora da então Escola de Professores de Londrina, com quem teve ( Ana Maria, Maria Helena, Ruy Alberto e Carlos Alberto), o último dos quais, já nascido em Curitiba. Com o objetivo de continuar seus estudos interrompidos com o retorno ao Brasil, mudou-se com a família para Curitiba em janeiro de 1957. 

## Atividade acadêmica
Em 1958 prestou vestibular para a Faculdade de Direito da Universidade Federal do Paraná, sendo em primeiro lugar. Durante os anos de estudante lecionou as matérias: português, francês, literatura brasileira e portuguesa, em curso pré-vestibular. Ao mesmo tempo, associado a seus irmãos, um dos quais radicado em Lisboa, fundou uma empresa importadora de livros - a Sociedade Paranaense de Livros. Na UFPR, realizou um curso brilhante, sendo aprovado em todas as séries do curso invariavelmente em primeiro lugar, com ativa participação na política acadêmica da época, bacharelando-se em 1962 (ano do cinquentenário da UFPR) em primeiro lugar, recebendo todos os prêmios, exceto o de assiduidade, então existentes no curso de Direito, fato inédito desde a fundação da Universidade. 
Ainda como aluno, em 1962, apresentou na Semana Paranaense de Estudos Jurídicos, realizada pela CAHS, a tese; " Uma perspectiva ecológica: o valor Justiça no Direito Concreto", posteriormente classificada - primeiro lugar - em concurso de teses acadêmicas no norte do país, relatada na ocasião pelo colega Nabor Morais da Silva Netto. O excepcional brilhantismo de seu curso chamou a atenção da administração da Universidade, que poucos meses após sua formatura o contratou como instrutor substituto na cadeira de " Introdução à Ciência do Direito". 
Lecionou também aulas de Direito Romano por alguns anos como assistente do titular da cadeira. Mais tarde prestou concurso para efetivação como professor de "Introdução à Ciência do Direito" e no desenvolvimento de sua carreira na UFPR, chegou a coordenador do curso de Direito. Aposentou-se em 1989, por motivos de saúde. No prédio da Faculdade de Direito, no setor de pós-graduação, a sala de defesa de teses leva o seu nome (Sala Ruy Corrêa Lopes na Praça Santos Andrade, nº 50 – 3º andar – UFPR (Curitiba – Paraná). Paralelamente, tornou-se funcionário municipal de Curitiba nomeado para o cargo de Advogado em 1963, na gestão de Ivo Arzua Pereira, onde desenvolveu carreira até sua aposentadora em 1987. Na Prefeitura Municipal de Curitiba, participou ativamente, como membro da equipe do prefeito Ivo Arzua Pereira, dos trabalhos de reforma na administração municipal e implantação do Plano Diretor de Curitiba. 
Como Diretor Geral do Departamento de Administração, foi quem deu posse a Jaime Lerner por ocasião do ingresso deste, como arquiteto, no funcionalismo municipal. Integrou a equipe do Ministro Ivo Arzua Pereira em 1967 a 1969, na chefia do gabinete e, ocupou interinamente o cargo de Ministro da Agricultura, durante afastamento do titular por motivos de saúde. De volta a Curitiba, participou também das equipes dos prefeitos Saul Raiz e Jaime Lerner, nas suas duas primeiras gestões.
Foi ministro interino da Agricultura no governo Costa e Silva, de 15 a 29 de julho de 1969.

## Prêmios e reconhecimento
É patrono da  cadeira 37 da Academia Paranaense de Letras Jurídicas.
- "Faculdade de Direito da Universidade Federal do Paraná" ( medalha de ouro geral da UFPR);
- "Desembargador Hugo Simas" (medalha de ouro);
- "Rui Barbosa" ( da Prefeitura Municipal de Curitiba - medalha de ouro);
- "Desembargador Vieira Cavalcante" (1º lugar em Direito Comercial);
- Prêmio "Teixeira de Freitas" (1º lugar em Direito Civil);
- Prêmio "Eneas Marques dos Santos" ( 1º lugar em Processo Civil e Penal).

## Funções públicas em Curitiba
- Membro do Conselho Administrativo do Instituto de Administração Municipal ;
- Assessor do departamento de Administração Municipal;
- Assessor Jurídico do Departamento de Administração;
- Auditor Fiscal do Município;
- Procurador Geral do Município.

## Publicações
Publicou pela Universidade Federal do Paraná.
- "O Ser Coexistencial e o Valor Justiça - Ensaio" (Ensaio);
- "Pareceres e Decisões".

## Condecorações
Recebidas durante o período em que atuou no Ministério da Agricultura.
- Medalha do Mérito Aeronáutico "Santos Dumont" (do Ministério da Aeronáutica).
- Medalha do Mérito " Ministro Fernando Costa" (da Associação dos Servidores do Ministério da Agricultura).